# ボートピア土佐
ボートレースチケットショップ土佐（ボートレースチケットショップとさ）は、高知県香南市にあるボートレースの場外発売場である。

## 概要
ボートレースチケットショップ土佐は1996年8月に高知県初の場外発売所としてオープンした。ボートレース鳴門を中心に主にSG・全国のGIおよびナイターレースなど最大8場96レースの勝舟投票券を発売する。発売締切は本場と同時である。

## アクセス
- 最寄駅は土佐くろしお鉄道あかおか駅より徒歩8分
- 高知駅・須崎駅より無料送迎バスあり。

## 設備
軽食コーナー、売店、CDコーナーもある。
- 座席数は448席（一般352席、指定席96席）である。
- 指定席は有料で1000円
- 発売賭式は、三連勝単式、三連勝複式、二連勝単式、二連勝複式、拡大二連勝複式の5種類となっている。